# Borkhausenia acalles
Borkhausenia acalles är en fjärilsart som beskrevs av Turner 1927. Borkhausenia acalles ingår i släktet Borkhausenia och familjen praktmalar, (Oecophoridae). Inga underarter finns listade i Catalogue of Life.